# Convoi d'Auteuil
 (avril 2019).
Le convoi d'Auteuil est une ancienne rame de travaux de la Régie autonome des transports parisiens (RATP) servant au transport de matériel pour l'atelier d'Auteuil, qui n'avait pas d'accès routier. Elle a circulé jusqu'en 2015.

## Histoire
Les rames MF 67 de la ligne 10 sont entretenues à l'atelier d’Auteuil. Jusqu'en 2012, cet atelier entièrement souterrain avait pour seul accès un escalier piéton. Son approvisionnement et l'évacuation de ses déchets ne pouvant donc se faire que par le rail, la RATP fut obligée de dédier un train à cette tâche. Le convoi d'Auteuil, parfois surnommé « train poubelle », faisait donc la navette entre l'atelier d’Auteuil et un autre atelier disposant d'une activité spécifique VMI (Véhicule de Maintenance des Infrastructures), l'atelier de Vaugirard.
En 2012, un nouvel accès et un monte-charge sont construits à l'atelier d’Auteuil pour pouvoir acheminer le matériel nécessaire à son fonctionnement par la route, ce qui est plus simple d'un point de vue logistique et moins coûteux. Cependant, la taille du monte-charge étant limitée, certaines pièces de grande taille (comme les équipements électromécaniques de démarrage à résistances JH) ne peuvent toujours pas arriver par voie routière : la circulation du convoi d'Auteuil est donc maintenue très occasionnellement, en fonction des besoins.
D' avril 2010 à juin 2015, l'atelier de Boulogne de la ligne 9 est fermé en vue de sa reconstruction, pour l'accueil des nouveaux métros de type MF 01,. Durant cette période, l'atelier d’Auteuil accueille une partie du petit entretien des trains de la ligne 9. L'atelier étant de petite taille, le Convoi d'Auteuil sert alors en plus de magasin de stockage mobile (une partie des stocks de l'atelier étant supprimée par l'afflux de trains), évoluant dans l'atelier en fonction des besoins de place.
Enfin, à la réouverture de l'atelier de Boulogne de la ligne 9 en 2015, toutes les opérations dont le matériel ne peut être acheminé par le monte-charge sont reportées vers celui-ci. Le convoi d'Auteuil, n'ayant plus d'utilité, disparaît.

## Matériels utilisés

### Tracteur Sprague de travaux
Dans les années 1960, alors que les rames de métro de type Sprague-Thomson commencent à être réformées, la RATP décide d'en transformer une partie pour en faire du matériel auxiliaire, afin de réaliser des travaux ou du transport de matériel. Certaines motrices sont alors découpées par le milieu puis réunies par deux afin de former des motrices à deux loges, avec un plateau entre celles-ci. La soudure de ces deux motrices limite cependant à six tonnes la capacité de transport sur la plate-forme.
En 1973, le retrait des rames de métro de type Sprague-Thomson de type Nord-sud de la ligne 12 permet de réaliser un nouveau type de tracteur Sprague de travaux (TST). Cette fois-ci, les motrices sont transformées en supprimant simplement le compartiment voyageurs pour le transformer en plateau de transport. Conservant le châssis d’origine d’un seul tenant, elles ont une capacité de transport bien plus importante, et sans perte de place. C'est pour cette raison que ce type de matériel a été choisi pour réaliser le convoi d'Auteuil. Cinq motrices, numérotées T241 à T245, sont ainsi réalisées, et trois d'entre elles sont dédiées au convoi d'Auteuil : T243 et T244, ainsi que le T241 en réserve à l'atelier de La Villette. Ces tracteurs, aptes à supporter de fortes charges, encadraient en outre un ou deux wagons plateaux, en fonction des besoins.
Dans sa dernière année d'exploitation, le convoi Sprague, constitué de deux wagons plateaux, servait de stockage « mobile » lors de l’arrivée d’une partie de la maintenance de la ligne 9 sur le site de l'atelier d'Auteuil.
Le convoi en tracteurs Sprague a circulé pour la dernière fois le 14 juin 2010. Sa composition finale était formée des éléments suivants : T241 + V271 + V299 + T243.

### MF 67 Convoi d'Auteuil
La réforme de rames de type MF 67 E a donné l'occasion de créer un matériel de transport plus moderne que le TST, et pouvant être entretenu au sein même de l'atelier, celui d’Auteuil entretenant déjà ce type de matériel.
Entre 2009 et 2010, l'atelier de Vaugirard transforme trois motrices (dont deux avec loge) provenant des rames réformées de la ligne 2 (les rames 302, 310 et 319G), formant ainsi une rame à adhérence totale dont la composition était : M.10320-N.11302-M.10338. Le 29 mars 2010, le MF 67 (Convoi d'Auteuil) est livré à l'atelier d’Auteuil occasionnant quelques semaines plus tard la réforme du TST.
Il est facilement reconnaissable à sa livrée de travaux blanc-jaune-marron (le seul MF 67 avec cette livrée), et son nom « CONVOI D'AUTEUIL » est écrit en toutes lettres sur chaque face.
Cependant, la composition à trois caisses ne permet pas de transporter autant de matériel que le TST à quatre caisses. Une quatrième caisse, une remorque de la rame 326, est donc transformée afin de former une rame de quatre voitures dont la composition devient : M.10320-N.11302-B.14326-M.10338.
Le convoi ainsi formé effectue des navettes régulières entre l'atelier d’Auteuil et celui de Vaugirard. 
En 2012, la création du monte-charge de l'atelier d’Auteuil ne le fait plus circuler que très occasionnellement.
Enfin, la mise en service de l'atelier de Boulogne en 2015 met fin à la circulation du convoi, celui-ci restant stocké dans l'atelier d’Auteuil.
Le MF 67 Convoi d'Auteuil est acheminé à l'atelier de La Villette le 17 mai 2017, puis est radié en octobre 2018.
La voiture M.10320 était la dernière de la série E à circuler sur le réseau.